# Askold (kníže)
Askold (ve staré severštině se předpokládá Haskuldr či Höskuldr, v kronikách Асколдъ a Осколдъ; zemřel 882) byl kyjevský kníže. Podle jedné z hypotéz vládl společně s Direm.
Podle Pověsti dávných let byli Askold a Dir družiníky novgorodského knížete Rurika. Ukrajinská pravoslavná církev ho uctívá jako světce.